# محرك W
محرك W (بالإنجليزيه:Wengine) هو نوع من محركات الإحتراق الداخلي حيث تستخدم ثلاث أو أربع حجر أسطوانيه لتحريك نفس العمود المرفقي ، مما يشبه الحرف W عند النظر إليه.   

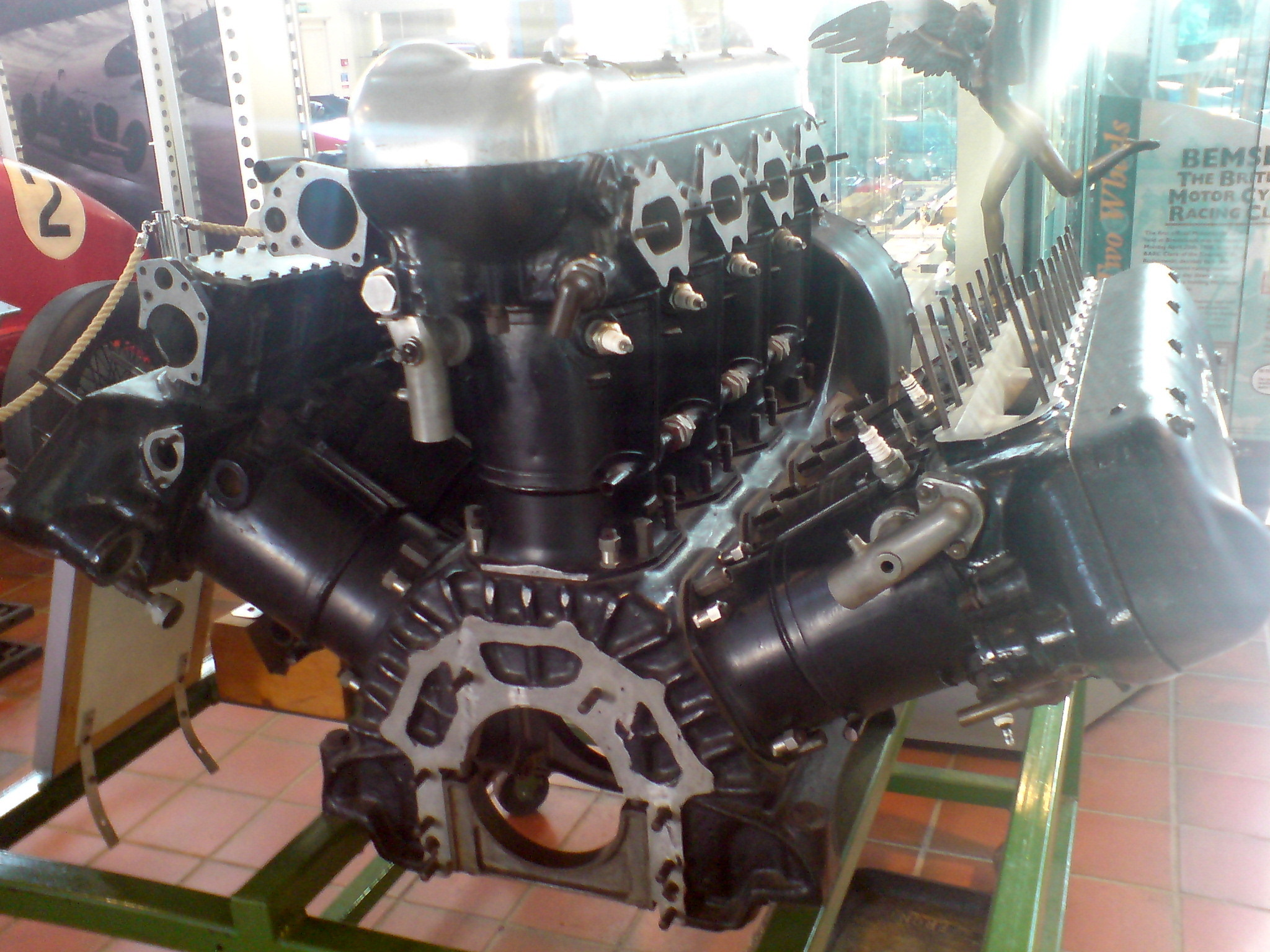
محرك طائرة قديمه W12 (حوالي عام 1930)

دائماً ما تكون محركات شكل W أقل شيوعاً من محركات شكل V بحيث أن محركات شكل W تكون أكبر و أعرض و غالباً ما يطلق عليها أسم محركات (السهم العريض) لحجمها الكبير.  

## محركات W3
أول استخدام لمحركات W ثلاثية الإسطوانات كان عام 1906, أستخدمت شركة تدعى (أنزاني) هذه المحركات لصنع دراجات ناريه خفيفة الوزن، أيضاً تم أستخدام هذه المحركات في صناعة الطائرات من طراز بلايريو و التي كانت أول طائره تطير حول إنجلترا.  

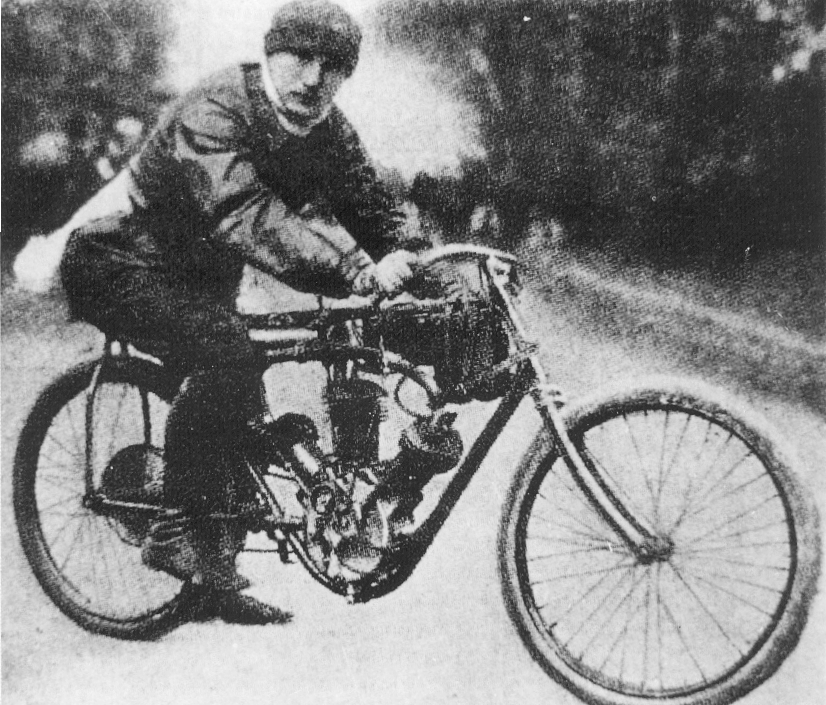
1906 محرك دراجة نارية أنزاني 3 سلندر

## محركات W6
كان رومبلر تروبقينواجن أول من صنع محرك W مصمم من ستة حجر إحتراق بمساعدة من شركة سيمنز بمساحة 2,580cc مع ثلاثة مجموعات من الأسطوانات المقترنة، تعمل جميعها على عمود مرفقي مشترك.  

## محركات W8
محركات W8 هي محركات غير شائعة الصنع لم تسخدمها أي شركه للسيارات إلا مجموعة فولكس فاجن و التي أنشأت محركات W8 في بعض السيارات و التي تم إنتاجها بين عام 2001 إلى عام 2004.[بحاجة لمصدر]

## محركات W12

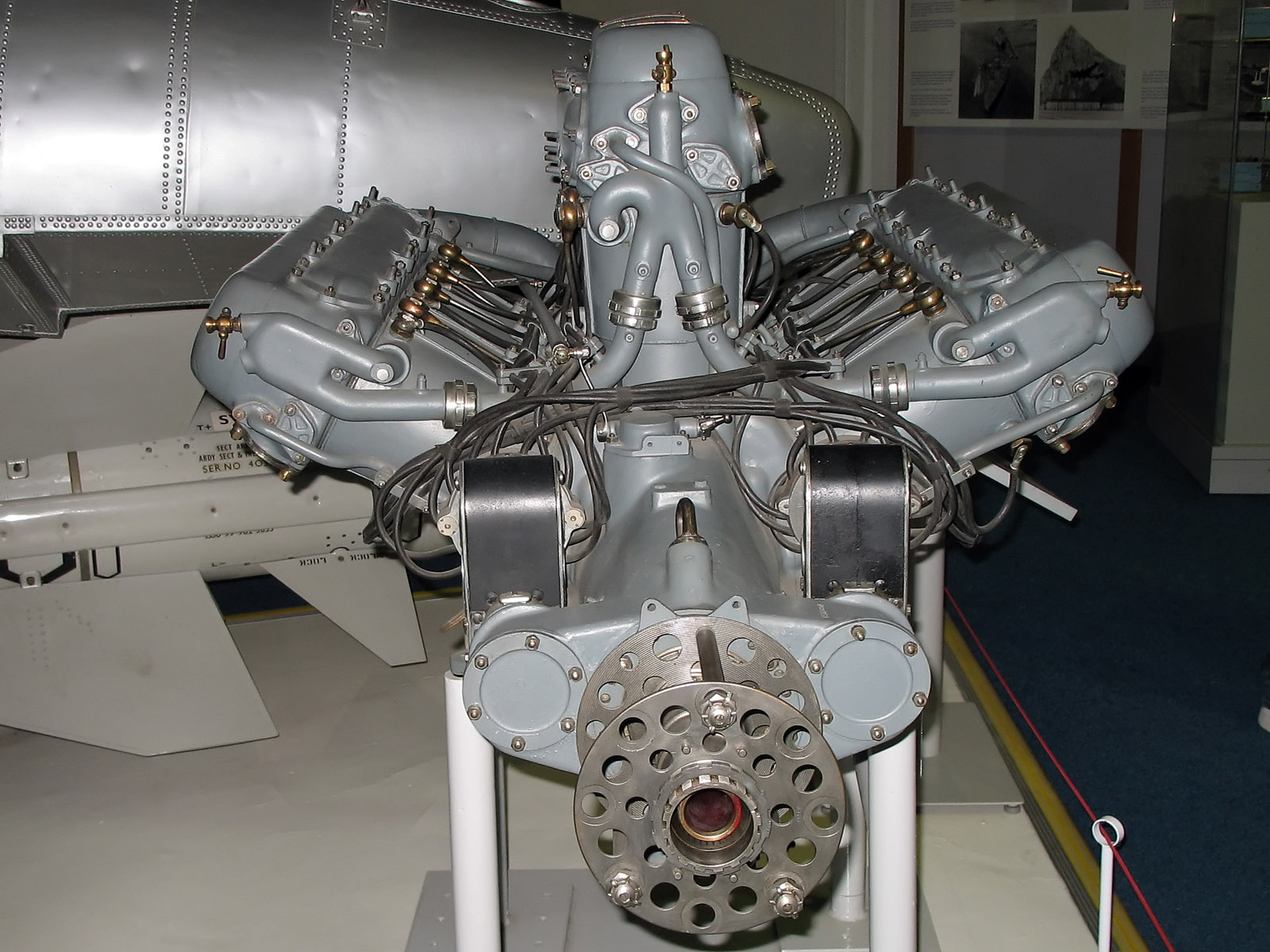
محرك طائرهW12 من طراز نايبير ليون 12

لقد تم استخدام محركات W12 ذات إثناعشر من الإسطوانات في العديد من المحركات الخاصه بالطائرات من عام 1917 حتى ثلاثينيات القرن الماضي، كما تم إستخدان هذه المحركات في مركبات الفورميلا 1 عام 1999، اليوم لا تستخدم الكثير من الشركات هذه المحركات في إنتاج السيارات لأن محركات طراز V عمليه أكثر. 
على الرغم من أن شركات السيارات لا تستخدم محركات W12 إلا أن مجموعة فولكس فاجن أستخدمت هذه المحركات لصناعة السيارات الرياضيه منذ عام 2001. 

## محركات W16

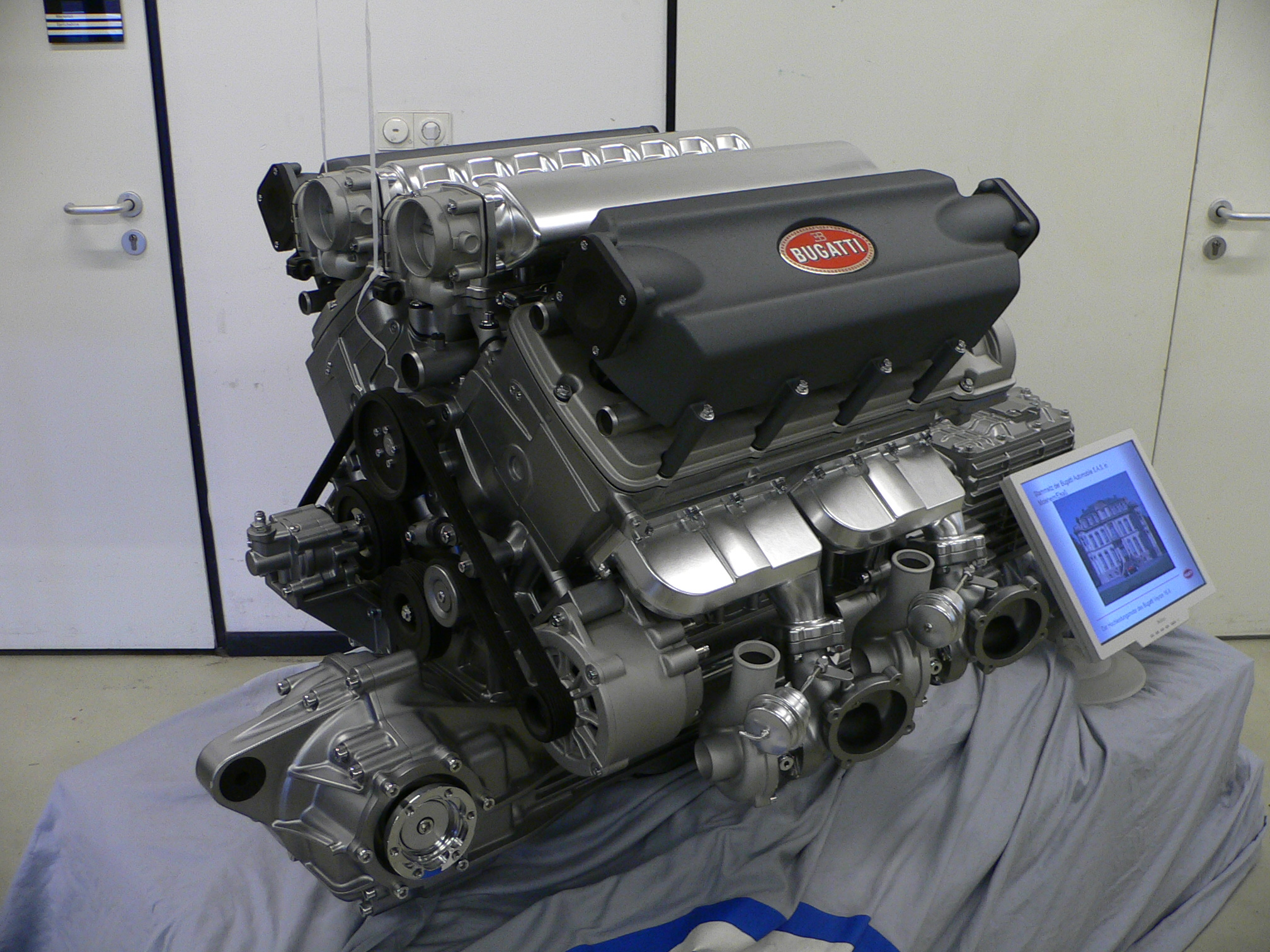
محركات 16W من مجموعة فولكسفاجن

نادرًا ما يتم صناعة محركات الـW16، باستثناء المحركات المصنوعه من مجموعة فولكس فاجن الذي يتم استخدامها في السيارات الرياضيه منذ عام 2005. يمكن أيضًا العثور على هذه المحركات W16 في بوغاتي شيرون وبوغاتي ديفو والنماذج المرتبطة بها. 

## محركات W18

كيفية عمل محرك W

لا يتم إستخدام محركات W18 اليوم، ولكن تم إستخدامها في بعض الاسلحه البحريه مثل السفن و أيضاً بعض أنواع الطائرات في الفتره بين عشرينيات القرن الماضي و ثلاثينات القرن الماضي. 

## أنظر أيضا
- محرك احتراق داخلي

- محرك